# Diên Hi cung

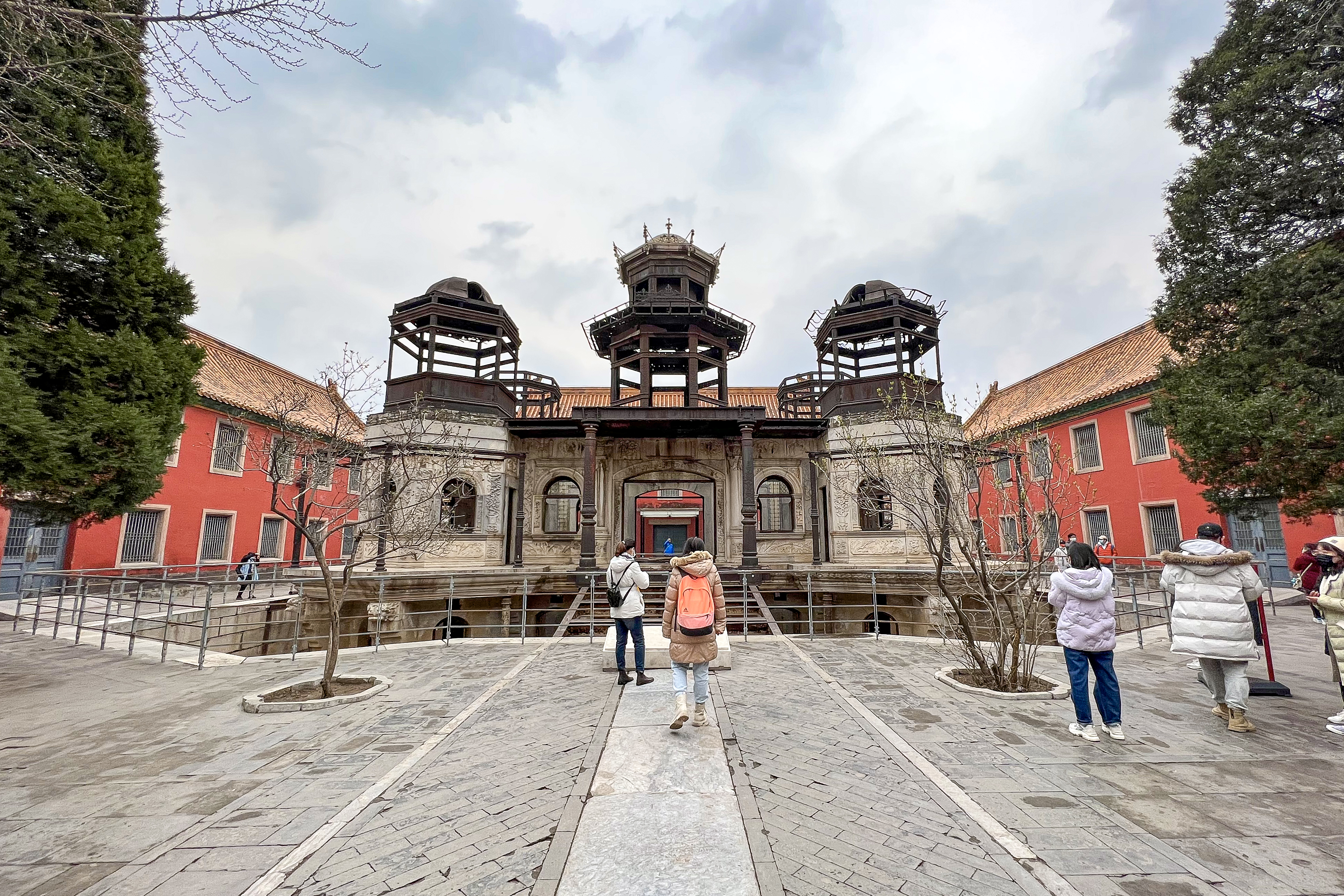
Diên Hi cung tại Tử Cấm Thành

Diên Hi cung (chữ Hán:  延禧宫) là một trong sáu cung điện thuộc thuộc Đông lục cung, nằm trong khuôn viên của hậu cung tại Tử Cấm Thành, Bắc Kinh. "Diên Hi" có ý nghĩa "Diên Tục Hi Khí" (延续禧气), tức là hạnh phúc kéo dài.

## Lịch sử

### 1. Tổng quan
Diên Hi cung được xây vào  triều Minh năm Vĩnh Lạc thứ 18 (năm 1420), ban đầu có tên Trường Thọ cung (長壽宫), sau đổi thành Diên Kì cung (延奇宫). Nhà Thanh sau này đổi tên thành Diên Hi cung. Ở cả triều Minh và triều Thanh, Diên Hi cung là nơi cư ngụ của các phi tần.
Thanh triều Càn Long đã từng ban thưởng 12 bức Cung huấn đồ cho hậu phi ở Đông-Tây Lục cung, và Diên Hi cung được ban bức Tào hậu trong nông đồ và ngự bút ban bốn chữ Thận Tán Huy Âm. Bức tranh Tào hậu là họa lại Từ Thánh Quang Hiến Hoàng hậu Tào thị, kế phối của Tống Nhân Tông Triệu Trinh. Tuy nắm giữ quyền lực nhiếp chính, phạm vào đại kị của nữ giới (hậu cung không can chính), nhưng Tào hậu vẫn được xem như một "Hiền hậu" của triều Tống, cùng Cao hậu về sau được xưng tụng là bậc nữ lưu kiệt xuất, đăng đàn nhiếp chính có hiệu quả.

### 2. Cung điện Hỏa hoạn
Diên Hi cung nằm gần Thương Chấn môn, đi về phía Tây Nam hướng thủ tọa cung viện, bởi vì Thương Chấn môn là đường mà Thái giám cung nữ tạm dịch trong nội cung qua lại. Minh triều cùng Thanh triều nơi này từng nhiều lần bị cháy. Năm Đạo Quang thứ mười hai (năm 1832), Diên Hi cung phát sinh một trận hỏa hoạn lớn, lửa lúc bấy giờ được phát sinh tại phòng bếp Đông phối điện, cháy lan đến toàn bộ Diên Hi cung cung viện. Năm Đạo Quang thứ hai mươi lăm (năm 1845) lại tiếp tục xảy ra hỏa hoạn, thiêu hủy chánh điện, hậu điện cùng với kiến trúc phối gian 25 gian, Cận Dư môn, sau hỏa hoạn trùng tu. Đến năm Hàm Phong thứ năm (năm 1855) lại tiếp tục bị hỏa hoạn. Năm Đồng Trị thứ mười một từng có đề nghị trùng tu xây dựng lại Diên Hi cung nhưng không thực hiện.
Năm Phổ Nghi- tức Tuyên Thống  nguyên niên (năm 1909), tại chánh điện Diên Hi cung khởi công một công trình xây dựng một tòa tam tầng kiến trúc Tây Dương, gọi là Thủy điện (始殿). Bốn phía của Thủy điện là một bốn cái ao nước, dẫn nước của Ngọc Tuyền sơn xung quanh. Thủy điện mỗi tầng có chín gian, tàng dưới cùng Đông - Tây - Nam - Bắc, mỗi phía đều mở một cửa, bốn phía cho xây dựng hành lang. Tứ giác chủ lâu tất cả tiếp giáp với ba tầng Lục Giác đình.
Thanh Cung từ và Thanh Bái sử ghi lại, tòa nhà Thủy điện dùng đồng chế tạo làm nên, dùng thủy tinh làm tường, giữa bức tường cho nuôi cá, tầng dưới cùng cũng dùng thủy tinh để xây dựng thành sàn, xuyên thấu qua sàn sẽ nhìn thấy một ao cá phía dưới chơi đùa với sen và rong rêu. Long Dụ Thái hậu còn đích thân viết một tấm biển Linh Chiếu hiên (靈詔軒), Linh Chiếu có nghĩa là hồ thủy tinh linh hoạt; người dân thường gọi là Thủy Tinh cung (始瑆宫)
Nhưng trên thực tế, toàn bộ khung đồng đó đều được đúc bằng sắt, trong điện bốn trụ căn bàn long vân đều được dùng gang để rèn. Cả tòa kiến trúc phần lớn đều dùng cẩm thạch xây thành, dùng rất ít gạch, tường ngoài khắc hoa, bên trong tường màu trắng và màu sắc hoa văn gạch men sứ. Bởi vì quốc khố trống rỗng, Thủy Tinh cung thẳng đến năm Tuyên Thống thứ ba (năm 1911) cũng chưa được hoàn thành, sau đó vĩnh viễn cũng không được hoàn thành nữa. Tháng sáu năm Tuyên Thống thứ hai (năm 1910), Long Dụ Thái hậu từng hạ lệnh Tây Uyển điện cùng Diên Hi cung lắp đặt điện và lò sưởi ấm, quạt điện các loại.
Năm 1917, phía Bắc của Diên Hi cung bị quân đội máy bay quăng xuống một quả bom tạc hủy.
Năm 1931, viện bảo tàng Cố cung cải biên Diên Hi cung làm văn vật khố phòng.

## Kiến trúc
1. Diên Hi môn; (延禧門): Cổng chính của Diên Hi cung, nằm ở hướng Bắc.
2. Diên Hi cung chính điện; (延禧宫正殿): Rộng 5 gian, lợp ngói hoàng lưu ly, trên nóc mái trạm trổ hình linh thú, cửa vào đặt ở gian chính giữa. Bên trong gian chính treo tấm biển: "Thận tán huy âm" được đích thân vua Càn Long ngự bút.
3. Đông điện (東殿) và Tây điện (西殿) nằm ở 2 bên Đông Tây, mỗi điện gồm có 3 gian, gian giữa đặt cửa ra vào đều lợp ngói hoàng lưu ly.
4. Linh Chiểu hiên; (靈炤軒): Hay còn gọi Thủy Tinh cung, tòa lầu nằm giữa tiền viện. Thủy Tinh cung là công trình bằng thép duy nhất trong quần thể Cố cung Bắc Kinh.
5. Lầu chính (樓正):  Tọa lạc ở vị trí trước kia là hậu điện của Diên Hi cung, gồm có 2 tầng, sơn màu đỏ, nay là phòng thí nghiệm nghiên cứu- kiểm tra đo lường gốm sứ cổ của Viện bảo tàng Cố cung.
6. Đông lầu (東樓): Tọa lạc ở phía đông Diên Hi cung, gồm có 2 tầng, sơn màu đỏ, nay là Trung tâm nghiên cứu Cổ thư họa của Viện bảo tàng Cố cung.
7. Tây lầu (西樓): Tọa lạc ở phía tây Diên Hi cung, gồm có 2 tầng, sơn màu đỏ, nay là Trung tâm nghiên cứu Gốm sứ của Viện bảo tàng Cố cung.

## Hậu phi từng cư trú
Diên Hi cung là cung điện nằm ở nơi phức tạp, ồn ào, lại xa Dưỡng Tâm điện của Hoàng đế nên đây thường là nơi các phi tần thất sủng cư ngụ.
1. Thanh triều Khang Hi Đế Huệ phi Nạp Lạt thị: Trong một bức thư, Khang Hi đế lệnh Diên Hi cung phi (延禧宮妃) hỗ trợ các Thường tại trẻ tuổi ở trong cung. Địa vị của Huệ phi đối với hậu cung cao cấp, đứng đầu chúng phi, lại là mẫu thân của Hoàng trưởng tử, hoàn toàn đủ tư cách giáo dục các phi tần trẻ, nên phán đoán bà chính là Diên Hi cung phi là rất có khả năng.
2. Thanh triều Khang Hi Đế Từ thường tại và hai vị Đáp ứng không rõ phong hiệu:  Tương truyền Từ thường tại và các Đáp ứng do thất sủng nên sống rất khổ cực, chi tiêu túng thiếu, ngay cả y phục, hài tất cũng không đủ dùng.
3. Thanh triều Càn Long Đế Du Quý phi Hải thị (phiên gọi từ Kha Lý Diệp Đặc thị): Có nhiều phán đoán cho rằng bà đã ở Vĩnh Hòa cung.
4. Thanh triều Càn Long Đế Uyển Quý phi Trần thị: Hồ sơ năm Càn Long thứ bốn mươi mốt biểu hiện, xếp đặt Diên Hi cung có hai chỗ, trù dịch năm người. Tức là lúc bấy giờ Diên Hi cung có một vị Quý nhân hoặc đã làm Tần hoặc Phi ở lại để là Diên Hi cung Chủ vị, và vị đó với suy tính số lượng hậu phi đương thời, tước Phi có trù dịch bốn người, chức Tần có trù dịch ba người, Thường tại không có trù dịch thì rất có thể là Uyển tần Trần thị.
5. Thanh triều Càn Long Đế Lệnh Ý Hoàng quý phi Ngụy Giai Thị (sau truy phong Hiếu Nghi Thuần Hoàng hậu): Có nhiều nơi ghi và có nhiều phán đoán cho thấy bà đã ở Diên Hi cung.
6. Thanh triều Đạo Quang Đế Thành Quý phi Nữu Hỗ Lộc thị: Khi còn là Quý nhân đã từng cư ngụ.
7. Thanh triều Đạo Quang Đế Điềm tần Phú Sát thị: Nguyên là Trắc Phúc tấn của Đạo Quang Đế khi còn là Trí Thân vương. Ngày 19 tháng 7 năm Đạo Quang thứ 25 (1845), bà qua đời. Tháng 6 cùng năm, Điềm tần nấu cơm trong phòng bếp phía nam đông điện của Diên Hi cung, vô tình gây ra 1 trận đại hỏa hoạn thiêu rụi toàn bộ chính điện, hậu điện và các điện phụ tổng cộng 25 gian, rất có thể bà đã bị thương nặng trong lần hỏa hoạn này mà qua đời